# Мазки (Белыничский район)
Мазки (бел. Мазкі) — деревня в составе Техтинского сельсовета Белыничского района Могилёвской области Республики Беларусь.

## Население
- 2010 год — 1 человек